# メンヒスヨッホヒュッテ

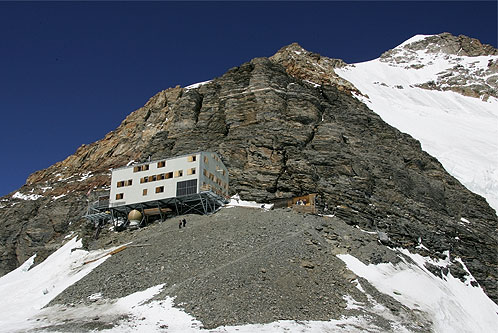
メンヒスヨッホヒュッテ

メンヒスヨッホヒュッテ (Mönchsjochhütte) は、スイス、ベルン州、ベルナー・オーバーラント地方の山、メンヒ付近にあるヒュッテ（山小屋）である。ヒュッテの標高は3657m。メンヒの南東、メンヒとトゥルクベルク Trugberg (3933m)を結ぶ稜線上に位置する。
アイガー、メンヒ、ユングフラウをはじめ、フィーシャーホルン、フィンスターアールホルン、トゥルクベルクなどベルナーアルプス登山のベースになっている。例年3月中旬から10月末まで、管理人が常駐している。
ユングフラウヨッホからヒュッテまで雪上のハイキングコースが整備されているため、登山家に加えて一般観光客も訪れる。